# Ignaz Petschek
Ignaz Petschek (14. června 1857, Kolín – 15. února 1934, Ústí nad Labem) byl obchodník, průmyslník, uhlobaron a mecenáš ze židovské rodiny Petschků. Patřil mezi nejbohatší osobnosti prvorepublikového Československa. V době své největší slávy kontroloval společně se svým bratrem Juliem Petschkem polovinu hnědouhelného průmyslu v Evropě.

## Biografie

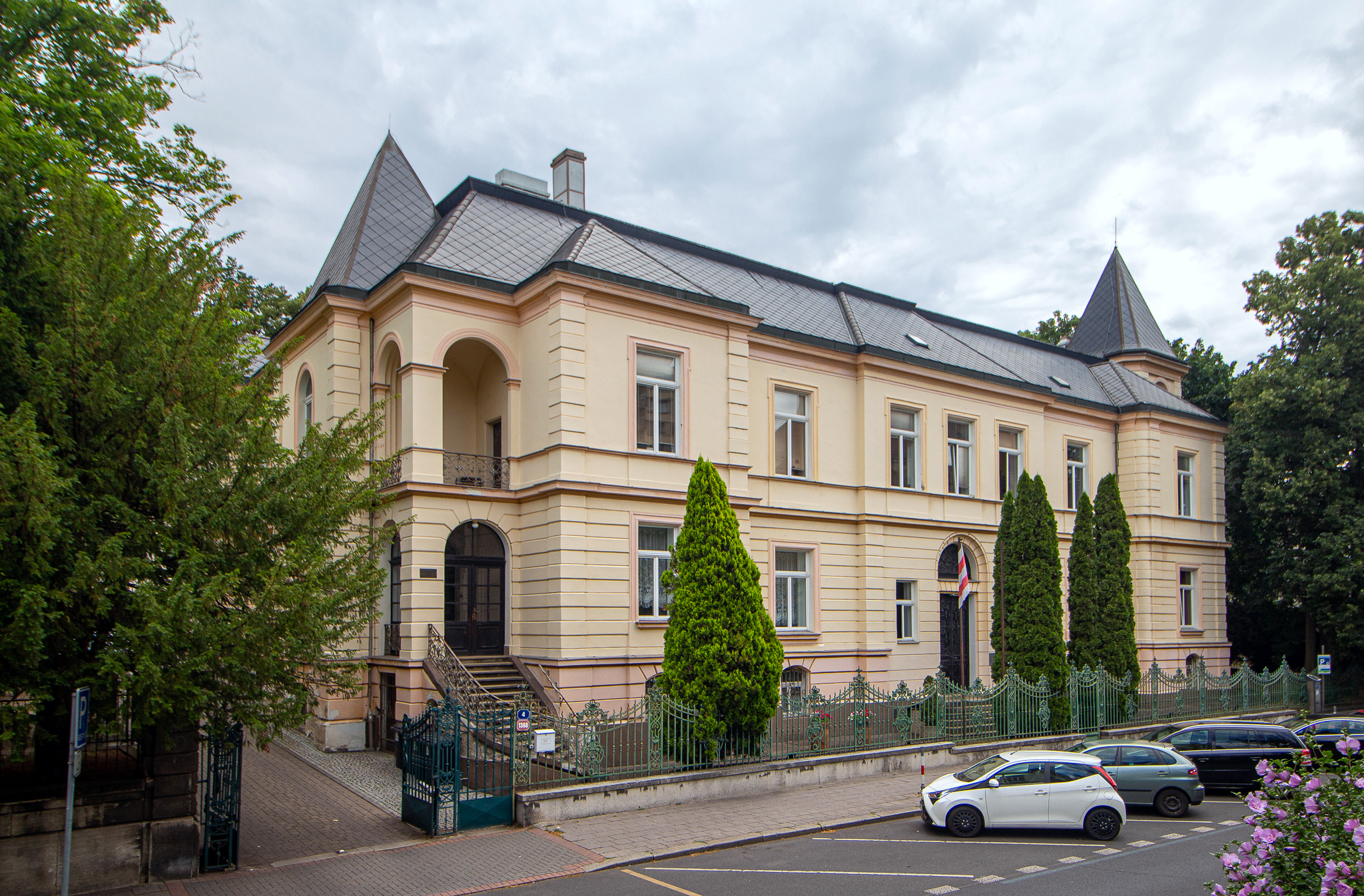
Vila Ignaze Petschka v Ústí nad Labem

Narodil se v Kolíně do rodiny židovského obchodníka Mojžíše Petschka.
Vystudoval pouze šest tříd humanitního gymnasia v Praze a v roce 1874 nastoupil jako učedník do Pražské banky. Petschkova práce pro banku byla natolik kvalitní, že jej poslala jako výpomoc do Ústí nad Labem k židovskému podnikateli Jakobu Weinmannovi, který spravoval velkoobchod s uhlím ve vlastnictví banky. Weinmann se v roce 1876 osamostatnil a Petschka zaměstnal jako obchodního cestujícího.
Petschek však po čtyřech letech zaměstnání u Weinmanna založil 1. ledna 1880 svou vlastní obchodní společnost s hnědým uhlím, která se jmenovala Petschek-Ústí (německy Petschek-Aussig). Nová firma se poměrně záhy stala konkurentem Weinmannově uhelné firmě. Petschek zavedl nový druh obchodu s uhlím a od těžařů bral uhlí do komisního prodeje. V roce 1882 se kapitálově spojil s Anglobankou. Nedlouho na to se jeho firma kapitálově podílela na mnoha těžebních společnostech v Čechách i Německu.
V době uhelné krize, která český uhelný průmysl postihla v roce 1900, přišel s nápadem z méně kvalitního uhlí lisovat brikety. Po určitou dobu byli s bratrem Juliem v uhelném průmyslu konkurenti, ale ve 20. letech 20. století se spojili a vytvořili syndikát, jenž kontroloval až polovinu hnědouhelného průmyslu v Evropě.
Díky velkým finančním prostředkům, které jako úspěšný uhlobaron nahromadil, se stal jedním z největších mecenášů města Ústí nad Labem. V této činnosti se s oblibou předháněl s velkopodnikatelem Weinmannem, u kterého byl dříve zaměstnán. Díky Petschkově štědré podpoře byl v ústecké nemocnici vybudován dětský pavilon, dále pavilon v dělnické ozdravovně v Ryjicích, chlapecký výchovný domov na Kabátě, ozdravovna pro nemocné tuberkulózou a také mateřská školka.

### Manželství a rodina

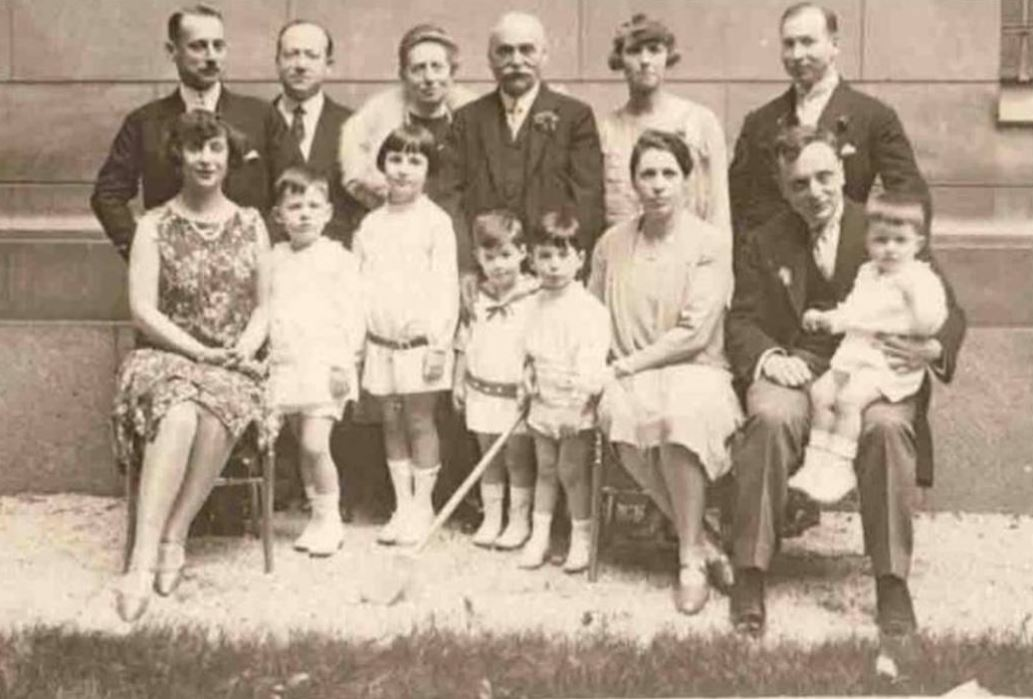
Ústecká část rodiny Petschkových, fotografie z doby kolem roku 1927

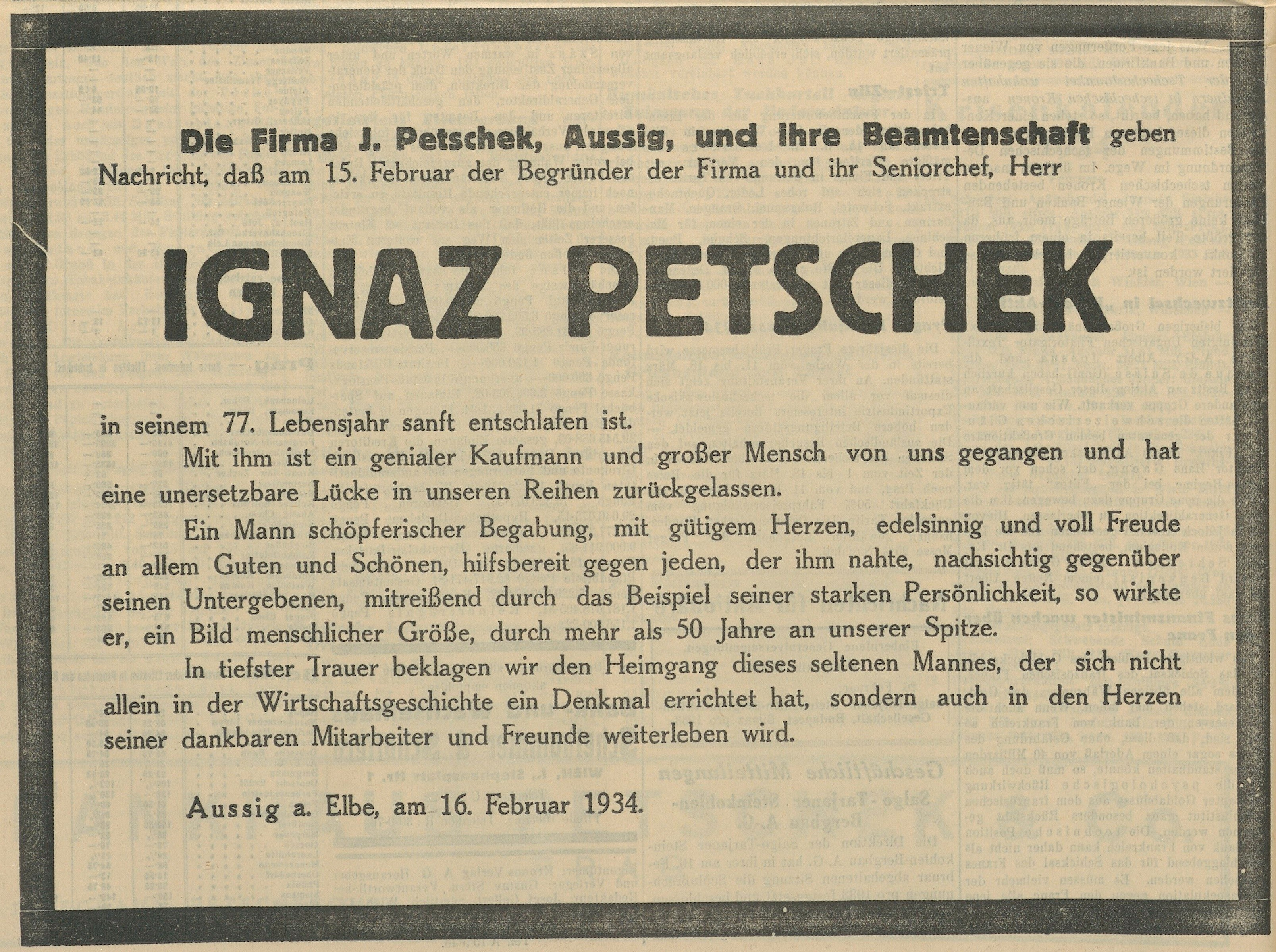
Oznámení úmrtí Ignaze Petschka

V roce 1884 se Ignaz Petschek oženil s Helenou Blochovou (1862–1952) původem z Brna. Manželé měli sedm dětí:
- Friedrich Petschek (1884 – zemřel ve 2 týdnech věku)
- Felix Petschek (1885 – zemřel ve 2 týdnech věku)
- Ernst (1887–1956), od roku 1938 též jako Ernest Frederick
- Elise (1889– ?)
- Karl (1890–1960), od roku 1938 též jako Charles
- Franz (1894–1963), od roku 1940 též jako Frank Conrad
- Wilhelm (1896–1980), od roku 1938 též jako William[5][6][7][8]

Prostřednictvím sester své manželky byl Ignaz Petschek sňatkem spřízněn s majiteli banky Jacquier & Securius, Alfredem Maxem Panofskym (1899-1973) a Maxem Landesmannem (1884-1972). Tato privátní banka se nejpozději po roce 1913 stala hlavní finanční institucí ústeckých Petschků.